# Mijaíl Murashko
Mijaíl Albértovich Murashko (en ruso: Михаил Альбертович Мурашко, n. 9 de enero de 1967) es un médico y político ruso, actual ministro de Salud de la Federación Rusa desde el 21 de enero de 2020.

## Biografía
Nacido en Sverdlovsk (actual Ekaterimburgo), se graduó en una escuela municipal con estudios avanzados en física, matemáticas y química. Entre 1986 y 1988, formó parte de las Tropas Internas del Ministerio del Interior de la Unión Soviética.
En 1992, se graduó del Instituto Médico Estatal de los Urales, tras lo cual trabajó hasta 1996 como médico interno y obstetra-ginecólogo en el Hospital Republicano de la República de Komi en Syktyvkar. En 1996 fue nombrado sucesivamente médico jefe adjunto de consultas y diagnósticos y posteriormente médico jefe del Centro Perinatal Republicano de República de Komi en Syktyvkar. Defendió su tesis doctoral sobre «Características del curso y desenlace del parto en mujeres con algunos tipos de infección urogenital». Entre 1996 y 1999 fue médico jefe de la Asociación Médica Republicana, y entre 2000 y 2006 médico jefe del Centro Perinatal Republicano.
En 2006, ocupó el cargo de ministro de Salud de la República de Komi, compaginándolo en 2011 y 2012 con la jefatura del departamento de Obstetricia y Ginecología de la Rama Republicana de la Universidad Médica Estatal de Kírov del Ministerio de Salud y Desarrollo Social de Rusia, localizado en Syktyvkar.
En 2012, fue nombrado subdirector del Servicio Federal de Supervisión Sanitaria (Roszdravnadzor). Desde 2013 fue director interino del departamento, y el 14 de julio de 2015 fue nombrado director del Roszdravnadzor.
El 21 de enero de 2020, por decreto presidencial firmado por Vladímir Putin, se incorporó al gabinete de Mijaíl Mishustin como ministro de Salud de la Federación Rusa, sucediendo en el cargo a Veronika Skvortsova.